# Breitstreifenmungo
Der Breitstreifenmungo (Galidictis fasciata) ist eine Raubtierart aus der Gruppe der Madagassischen Raubtiere (Eupleridae).

## Merkmale
Breitstreifenmungos erreichen eine Kopfrumpflänge von 30 bis 34 Zentimetern, der Schwanz misst 25 bis 29 Zentimeter und das Gewicht beträgt 520 bis 750 Gramm. Ihr Körperbau ist schlank und langgestreckt, die Beine sind kurz. Namensgebendes Merkmal sind die graubraunen Längsstreifen, die durch weiße Streifen getrennt sind und sich am Rücken vom Nacken bis zur Schwanzwurzel erstrecken. Der Bauch ist hellgrau, das Gesicht ist graubraun gefärbt. Der Schwanz ist buschig, die hinteren zwei Drittel sind auffallend weiß.

## Verbreitung und Lebensweise
Diese Raubtiere sind auf Madagaskar endemisch, wo sie die Regenwälder entlang der gesamten Ostküste und die trockenen, mit Didiereaceae bestandenen Dornwälder im Südwesten von Madagaskar bewohnen. Sie leben meist unter 700 Höhenmetern, können aber bis in 1500 Meter Seehöhe vorkommen. Die meisten Funde stammen aus intakten Wäldern, es gibt jedoch auch Berichte über Vorkommen der Art in teilweise abgeholzten Gebieten.
Über die Lebensweise der Breitstreifenmungos ist wenig bekannt. Sie sind nachtaktiv und halten sich meist am Boden auf, können aber auch auf Bäume klettern. Die meisten Beobachtungen sprechen für eine einzelgängerische Lebensweise oder für ein Leben in Paaren. Ihre Nahrung besteht wahrscheinlich aus Nagetieren, kleinen Lemuren sowie diversen Reptilien und Amphibien.

## Systematik
| Verbreitungsgebiet von Galidictis fasciata fasciata | Verbreitungsgebiet von Galidictis fasciata grandidieri |

Einen ersten wissenschaftlichen Namen erhielt der Breitstreifenmungo 1788 durch den deutschen Naturwissenschaftler Johann Friedrich Gmelin. Er nahm an, das die Art aus Indien stammt und beschrieb sie unter der Bezeichnung Viverra fasciata, ordnete sie also den Asiatischen Zibetkatzen zu. Die Gattung Galidictis wurde erst 1839 durch den französischen Zoologen Isidore Geoffroy Saint-Hilaire eingeführt. 1986 wurde anhand von Museumsexemplaren eine zweite Art der Gattung durch den US-amerikanischen Mammalogen W. Chris Wozencraft als eigene Art beschrieben. Lebende Tiere der etwas größeren Art sind erstmals 1989 entdeckt worden. Der Große Breitstreifenmungo (Galidictis grandidieri) kommt im Südwesten von Madagaskar vor und ist extrem selten. Bei einer auf DNA-Vergleichen beruhenden Untersuchung zur Systematik der Madagaskar-Mangusten wurden keine Unterschiede bei den Markern der Kern-DNA und nur ein geringer Unterschied in der Cytochrom-b-DNA (1,1–1,2 %) festgestellt, so dass die Autoren empfahlen, den Großen Breitstreifenmungo nur noch als Unterart des Breitstreifenmungos einzuordnen. Dies wurde in der Mammal Diversity Database, einer Datenbank zur Säugersystematik der American Society of Mammalogists, und in All the Mammals of the World 2023, einem Nachfolgeband des Standardwerkes Handbook of the Mammals of the World, inzwischen auch so umgesetzt.

## Gefährdung
Breitstreifenmungos leben in geringen Populationsdichten und werden selten beobachtet, allerdings dürfte ihr Verbreitungsgebiet relativ groß sein. Gebietsweise leiden sie an der Zerstörung ihres Lebensraums, auch die Konkurrenz durch die eingeschleppte Kleine Indische Zibetkatze eine Gefahr darstellen. Die IUCN listet die Art als „gering gefährdet“ (near threatened), den Großen Breitstreifenmungo jedoch als „stark gefährdet“ (endangered).